# Jurij Kazakov
Jurij Kazakov, född den 8 augusti 1927 i Moskva, död den 29 november 1982, var en sovjetisk författare.

## Biografi
Kazakov var från början aktiv musiker och musikpedagog. Han publicerade sina första berättelser 1953 och utbildade sig därefter vid Gorkij-institutet.
Kazakov är mest känd som författare till lyriska, ofta korta noveller. Inom denna genre har han nått ett mästerskap som kommit många att betrakta honom som sin generations störste stilkonstnär. Inspiration och motiv hämtade han främst från den ryska naturen. Han skildrar fiskarens, jägarens och resenärens upplevelser i nordliga distrikt med en stil, fylld av stillhet och melankoli, som för tanken till Anton Tjechov och Ivan Bunin. Som människoskildrare talar Kazakov ett lågmält språk. Hans intresse är nästan helt inriktat på personernas inre liv; endast undantagsvis sätter han in dem i ett socialt sammanhang. 

## På svenska
- "Två minuters uppehåll" (översättning från tyska Brita Edfelt). I Bonniers litterära magasin, årg. 30(1961), s. 270-272
- Längs vägen (översättning Karin de Laval, Tiden, 1964)
- "I dimman" och "Jegor". I antologin Ny rysk prosa (översättning Eva Thomson-Roos, Wahlström & Widstrand, 1964), s. 13-30
- "På stationen" (översättning Jan Lövgren). I antologin Modern rysk berättarkonst (Aldus/Bonnier, 1965), s. 160-165
- "Doft av bröd" (översättning Eva Hagner). I dagstidningen Sydsvenska Dagbladet, 6 aug 1966
- "Vid anhalten" (översättning Karin de Laval). I Göteborgs Handels- och Sjöfarts-Tidning, 1 juli 1967
- "Manjka" och "Nordisk dagbok" (översättning Sven Vallmark). I antologin SSSR: Sovjetunionen och dess människor (IPC, 1971), s. 105-116, 261-268